# Barumbu
Barumbu est une commune du nord de la ville de Kinshasa en république démocratique du Congo. Elle se situe au sud de la commune de Gombe et du boulevard du 30 juin. Avec Lingwala et la commune de Kinshasa, elle faisait partie de la cité indigène développée début du XXe siècle. Au Sud, la commune est limitée par l’aéroport de Ndolo et la rivière Funa.

## Démographie
| 1967   | 1970   | 1984   | 2003    | 2004    | 2017    |
| ------ | ------ | ------ | ------- | ------- | ------- |
| 44 900 | 59 553 | 69 147 | 145 370 | 150 319 | 116.573 |

## Administration
| Période           | Période           | Identité                         | Étiquette | Qualité |
| ----------------- | ----------------- | -------------------------------- | --------- | ------- |
| 8 juillet 2005    | 24 septembre 2008 | Roger Ngamika Mvumu              |           |         |
| 24 septembre 2008 | —                 | Apollinaire Ipaya Ikoko          |           |         |
| 24 septembre 2018 | —                 | Ilunga Sefu Mufinda W. Guillaume |           |         |
| 2022              | —                 | LOMAMI LAKOY Christophe          |           |         |

Barumbu a le siège de la Régie des Voies Aériennes de la République Démocratique du Congo.
| \| Les 4 districts et les 24 communes de Kinshasa \| \| v · d · m \| |                    |           |
| District de la Lukunga District de la Funa District du Mont-Amba District de la Tshangu Brazzaville Fleuve Congo Pool Malebo M’Bamou Baie de Ngaliema Gombe Barumbu Kin. Ling. K.-V. Ng.-Ng. Kal. Banda- lungwa Kintambo Ngaliema Selembao Bumbu Makala Ngaba Lemba Limete Matete Kisenso Masina Ndjili Kimbanseke Nsele Mont-Ngafula Nsele Maluku |                    |           |
| abréviations : Kinshasa (Kin.), Kasa-Vubu (K.-V.), Lingwala (Ling.), Ngiri-Ngiri (Ng.-Ng.) |                    |           |
| Les 4 districts et les 24 communes de Kinshasa | Blason de Kinshasa | v · d · m |

## Économie
Barumbu a le siège d'Air Kasaï.
Barumbu a eu le siège du Hewa Bora Airways.